# Rafi Bistritzer
Rafi Bistritzer (Israel, 1974) es un físico israelí, director de un grupo de investigadores en algoritmos en Applied Materials.

## Biografía
Bistritzer se licenció en Física por la Universidad de Tel Aviv en 2000, obtuvo un máster en 2003 y su doctorado en 2007, ambos en el Instituto Weizmann de Ciencias. Se trasladó a Estados Unidos para realizar una beca posdoctoral en la Universidad de Texas en Austin, bajo la supervisión del profesor Allan H. MacDonald, donde estudió la física teórica del grafeno de doble capa, y en concreto del grafeno de doble capa girado. Sus cálculos predijeron que dos láminas de grafeno paralelas retorcidas en un ángulo de 1,1 grados entre sí (un ángulo conocido como «ángulo mágico») se convertirían en un superconductor.
El trabajo de MacDonald y Bistritzer sirvió de base para la posterior investigación experimental de Pablo Jarillo-Herrero en el Instituto Tecnológico de Massachusetts (MIT), cuyo grupo validó la corrección de los cálculos en 2018. El resultado fue un gran avance en el campo de la «twistrónica». Por su trabajo, Bistritzer, MacDonald y Jarillo-Herrero fueron galardonados conjuntamente con el Premio Wolf en Física en 2020 por su «trabajo teórico y experimental pionero sobre el grafeno de doble capa girado».
En marzo de 2011, Bistritzer regresó a Israel y se incorporó a Aspect Imaging, donde trabajó como físico y dirigió un equipo de investigación y desarrollo de reología. En 2013 se trasladó a Medtronic como director del grupo de física. Desde diciembre de 2015 trabaja en Applied Materials como director de un grupo de investigadores de algoritmos centrados en la visión artificial y el aprendizaje automático. En 2020, Bistritzer vive en Petah Tikva, Israel.